# Adlerdalmatica

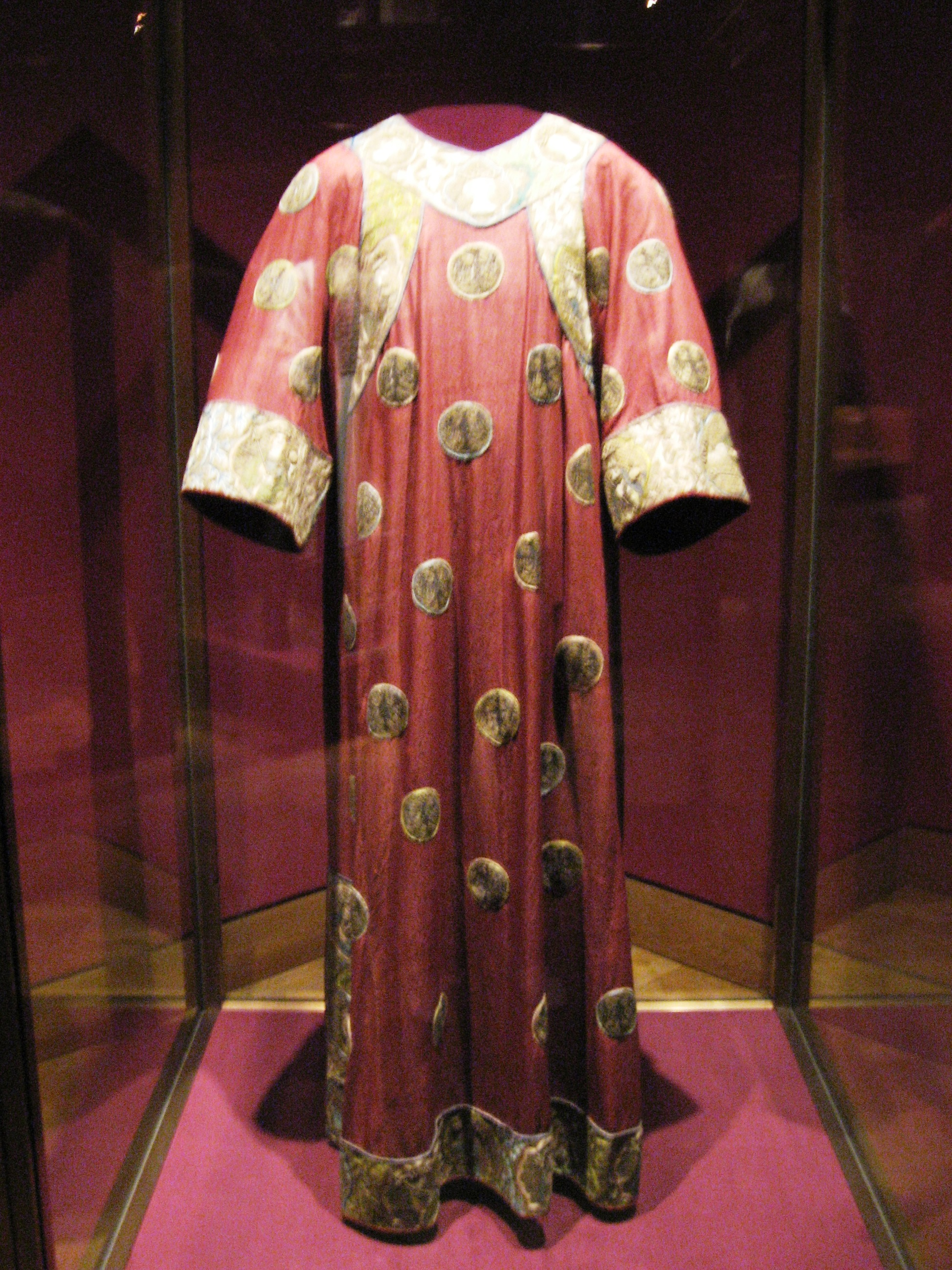
Die Adlerdalmatika in der Wiener Schatzkammer

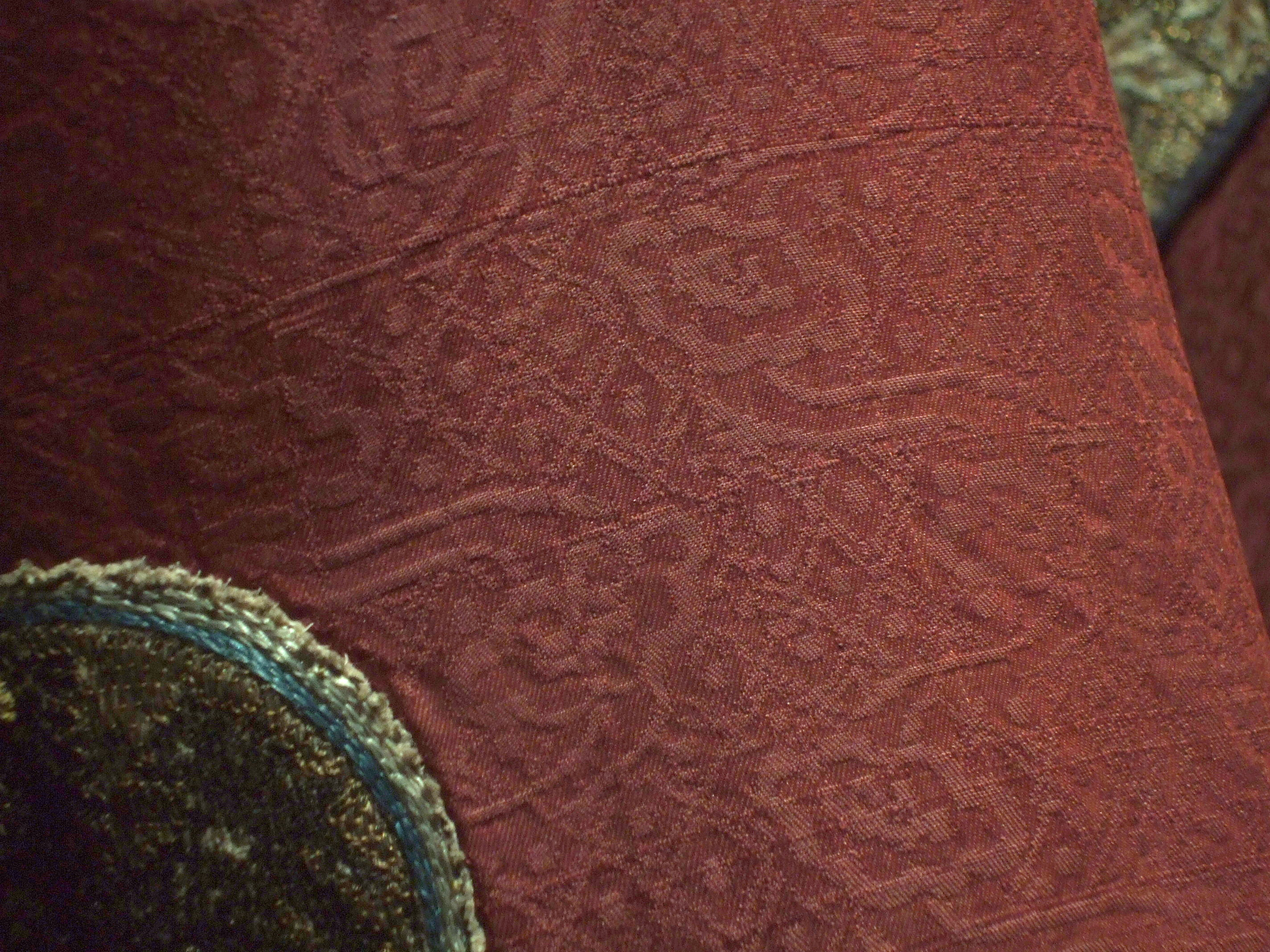
Detail zur Veranschaulichung der Struktur des chinesischen Wolkenband-Motivs im Damast der Adlerdalmatika

Adlerdalmatika wird ein  mit Adlern bestickter Mantel genannt. Erstmals um 1350 erwähnt, wird diese Insigne zu den Krönungsgewändern der römisch-deutschen Kaiser gezählt. Dieser Mantel wird fälschlicherweise den Insignien Karls des Großen zugeschrieben. Albrecht Dürer stellte in einem Bild Karl den Großen in diesem Mantel dar. Die Adlerdalmatika wurde wahrscheinlich um 1300 aus chinesischem Stoff, Damast – „roter Seidenkörperdamast“, der im Stoffmuster das „chinesische Wolkenband“ zeigt – und schwarzer Seide gefertigt. Die Borten in Gold, mit noch ungedeuteten Herrscherbildnissen verziert, sind aus Damast und der Reichsadler ist mit schwarzer Seide gestickt. Die Adleraugen sind aus Emaille. Zur Adlerdalmatika gehört eine Gugel, die aber bei einer Umlagerung von Nürnberg nach Wien verloren ging. Heute befindet sich dieser Mantel in der Schatzkammer in Wien.